# عيسي محلة
عيسي محلة (بالفارسية: عیسی‌محله) هي قرية تقع في غلستان في إيران. يقدر عدد سكانها بـ 160 نسمة بحسب إحصاء 2016.